# Кабангу, Нгола
Нгола Кабангу (порт. Ngola Kabangu; 14 февраля 1943, Байру Операриу, провинция Луанда) — ангольский политик, в 2007—2011 годах — лидер правоконсервативной оппозиции правящему режиму. Участник войны за независимость и гражданской войны. Политический преемник Холдена Роберто. В 2007—2011 — президент партии Национальный фронт освобождения Анголы (ФНЛА).

## В войнах ФНЛА
По специальности — инженер-электронщик. В 15-летнем возрасте примкнул к боевой группе УПА. С 4 февраля 1961 в составе ФНЛА принимал активное участие в войне за независимость.
В 1962 Нгола Кабангу стал функционером руководства ФНЛА, базировавшегося в заирской столице Леопольдвиле. Был начальником партийного протокола, членом редакции партийного бюллетеня. В 1971—1972 — начальник кадрового отдела ФНЛА. В 1972—1975 курировал в ФНЛА дипломатию и службу безопасности. Занимал видные посты в командовании вооружённых сил ФНЛА — Армии национального освобождения Анголы (ЭЛНА). Принадлежал к ближайшему окружению Холдена Роберто, являлся его свояком.
В 1975 Нгола Кабангу возглавлял делегации ФНЛА на переговорах о деколонизации Анголы в Момбасе и Алворе. Был одним из авторов Алворского соглашения, занимал пост министра внутренних дел в Президентском совете переходного правительства.
Участвовал в гражданской войне против маркистского режима МПЛА. 10 ноября 1975 Кабангу, наряду с Афонсу Каштру являлся одним из командующих ЭЛНА в битве при Кифангондо, закончившейся поражением сил ФНЛА. В 1976—1979 занимался подбором и расстановкой военно-политических кадров. Военный разгром в Анголе (начало 1976) и выдворение из Заира (середина 1979) вынудило надолго свернуть деятельность ФНЛА на территории Анголы.

## Преемник Холдена Роберто
В 1992, после политических реформ в Анголе и перехода к многопартийной системе, Кабангу вернулся в страну вместе с Холденом Роберто. Руководил политическим аппаратом легализованного ФНЛА. В 2000—2002 — генеральный секретарь ФНЛА, в середине 2000-х — вице-президент партии. После смерти Холдена Роберто в августе 2007 Нгола Кабангу стал президентом ФНЛА. На выборах 2008 Нгола Кабангу был избран депутатом ангольского парламента — одним из трёх членов фракции ФНЛА.
Во главе ФНЛА Нгола Кабангу продолжал политику Холдена Роберто — интеграцию партии в новую политическую систему. Консервативно-националистический ФНЛА играл роль легальной правой оппозиции формально левому (реально — «авторитарно-углеводородному») режиму МПЛА. При этом он подчёркивал самостоятельность и самодостаточность своей партии в ангольском политическом спектре.
Влияние ФНЛА оставалось ограниченным. Заметной поддержкой партия пользовалась лишь в северных районах компактного проживания баконго и этнически родственных конголезских народностей. Партия получала на выборах от 0,9 % до 2,5 %, численность фракции сократилась с 5 депутатов (выборы 1992) до 3 (выборы 2008), 2 (выборы 2012) и 1 (выборы 2017). Только на выборах 2022 впервые удалось увеличить фракцию — вновь до 2 мандатов.

## Внутрипартийная борьба и усиление оппозиционности
Избрание Нгола Кабангу изначально встретило широкую оппозицию. Лидерами противостоящих внутрипартийных группировок являлись Лукас Нгонда Бенги, Карлинуш Зассала и Мигель Дамиан. Жёсткая борьба за политическое наследство Роберто развернулось в ФНЛА ещё до кончины исторического лидера.
С середины 2000-х годов де-факто действовали два руководящих органа, опиравшиеся на соответствующие решения своих съездов. В 2011 году Конституционный суд Анголы признал легитимность группы Нгонды Бенги. Поражение Нголы Кабангу во внутрипартийной борьбе предсказывалось заранее: Кабангу не является этническим баконго (ФНЛА сохраняет трайбалистский характер) и не имеет прочных связей с генеральным секретарём МПЛА Дину Матросом, контролирующим политические процессы в государстве. Наличие таких связей являлось главным преимуществом Нгонды Бенги.
Нгола Кабангу утратил руководящий статус и не был избран в парламент на выборах 2012 года. Однако часть актива ФНЛА осталась на его стороне и признаёт его лидерство. Кабангу стал проявлять несколько большую, чем прежде, оппозиционность и пошёл на сближение с УНИТА в совместном противостоянии МПЛА. В частности, он заявлял протест против исключения представителей ФНЛА и УНИТА из государственной комиссии, собирающей и систематизирующей материалы об ангольской национально-освободительной борьбе.
На V съезде ФНЛА в сентябре 2021 Нгола Кабангу поддержал избрание президентом ФНЛА профессора Ними Йя Симби — бывшего своего заместителя в 2007—2011.